# Auftragstaktik
Auftragstaktik eller opgave-taktik er også kendt som Mission Command i USA. Det blev et centralt begreb i den militære taktik i den tyske hær i det 19. århundrede. Begrebet blev skabt af tilhængere af opgave-taktik, mens modstandere af metoden blev kaldt normaltaktikere. 
Ved opgave-taktik giver en militær leder sine underordnede klart definerede mål og den nødvendige styrke til at opnå målet samt en tidsramme at nå det i. De underordnede ledere gennemfører herefter ordren uafhængigt. Den underordnede leder får i vidt omfang lov til selv at planlægge og får frie hænder ved udførelsen, hvilket giver mulighed for fleksibilitet i udførelsen. Opgave-taktik frigør de overordnede fra at tænke på taktiske detaljer. Derfor er den tyske betegnelse i en vis forstand misvisende. Det er ikke en taktik som sådan. Det er nærmere en ledelsesform. Den rigtige tyske betegnelse er derfor Führen durch Auftrag, hvilket kan oversættes med ledelse gennem opgaver i modsætning til F
führen durch Befehl, dvs. ledelse ved ordre. Direkte ordrer er således undtagelsen i den tyske hær, mens "opgaver" er det normale, når der udøves ledelse fra den øverstkommanderende ned til gruppeniveau. 
For at opgave-taktik kan fungere, er det især vigtigt, at de underordnede forstår målet med opgaven og får en passende vejledning, og at de er trænet i at handle uafhængigt. Doktrinens succes hviler på, at modtageren af ordrer forstår hensigten, som den, der udsteder dem, har haft, og handler efter at nå deres mål, selv om deres handlinger strider mod andre vejledninger eller ordrer, de har fået. Opgave-taktik giver mulighed for at overtræde tidligere udtrykte begrænsninger for at nå et mål og er en metode, som er lettest at gennemføre i en decentraliseret kultur. Den kultur forbinder man i dag ofte med eliteenheder og ikke en hel arme. 

## Oprindelse
Efter preussernes store nederlag i Slaget ved Jena til Napoleon i 1806 revurderede preusserne deres militære metode og forsøgte at etablere en samling af militære kapaciteter – generalstaben – som en systematisk modvægt mod den individuelle genialitet, som så grundigt havde besejret dem. Napoleon udkæmpede et vedvarende manøvreslag, og igennem hele sin karriere demonstrerede han sin evne til at besejre alle modstandere ved at udnytte sine enheders større fleksibilitet. Det faktum, at hans tropper fortrinsvis var værnepligtige viste, at det var hans organisering af dem, der måtte være overlegen. Institutionaliseringen af det fremragende indenfor den preussiske arme bestod i at opbygge den samme fleksibilitet sammen med den anden rolle, som generalstabsofficeren skulle udføre, nemlig at sikre at hver enhed forstod og udførte sin opgave. Efter første verdenskrig opbyggede denne overvågning, coaching og træningsrolle et niveau af tillid, kompetence og forståelse i hele det tyske officerskorps, som efter krigen var på 4.000 mand, som gjorde det muligt at blive endnu bedre. 
Hvad der var godt blev i denne sammenhæng til dels uddraget af traditionerne fra Scharnhorst, Carl von Clausewitz og Helmuth von Moltke og byggede på den antagelse, at hårde og faste regler ikke hørte hjemme i krig, som derimod var kendetegnet af menneskelige følelser, stridigheder, tilfældigheder og usikkerhed. Moltke anses for at være den primære fortaler for uafhængig tankegang og handling blandt sine underordnede: 
"En officer må handle under meget forskellige forhold på grundlag af sin egen opfattelse af situationen. Det ville være forkert, hvis han skulle vente på at få ordrer på et tidspunkt, hvor der ikke kan gives ordrer. Men hans handlinger er mest produktive, når han handler indenfor rammerne af sine overordnedes hensigter".
I opgave-taktiksystemet var valget af kampenhed og deres vej og hastighed til målet baseret på enhedens opgave, terrænets beskaffenhed og fjendens placering, noget Napoleon var berømt for at mestre. Opbygning af et højt niveau af tillid, kompetence og forståelse er nødvendig for, at en sådan doktrin kan fungere. De friheder, dette giver anledning til, har været en udfordring for mange hæres syn på militær disciplin, herunder den preussiske.

## Træning
Den fleksibilitet, som ligger i denne form for kommandostil, giver særlige udfordringer, når først denne nye opgaveorienterede enhed er skabt. Etableringen af kombinerede styrker giver særlige udfordringer for ledelsen, især hvis de tilknyttes under kamp. Derfor blev tyske officerer (og underofficerer) før og under 2. verdenskrig placeret i skiftende våbenarter. Det var derfor ikke usædvanligt at finde en leder af en kampvognsenhed, som havde erfaring fra artilleriet eller infanteriet. Tilsvarende sikrede underofficerer med taktisk erfaring fra andre våbenarter, at disse kombinerede styrker fungerede som en integreret helhed. Den tyske overkommando (OKH) gennemførte adskillige manøvrer, eller krigspil, i 1930'erne. Man startede med små operationer, og senere blev det til meget store enheder og store bevægelser for at sikre, at der var sammenhæng i dokrinerne og for at få mulighed for at revidere og lære. Generalstaben spillede en vigtig rolle i at sikre kvaliteten af disse manøvrer og i at sikre, at man lærte af dem. 

## Doktrin
Auftragstaktik kan ses som en doktrin, hvor formelle regler selektivt kan sættes ud af kraft med henblik på at fjerne "friktion". Carl von Clausewitz skrev at "Alt i krig er meget simpelt, men selv de simpleste ting er vanskelige". Der vil opstå problemer med kommunikation, tropper der rykker i den forkerte retning, forsinkelser på grund af vejret osv. og det er lederens opgave at gøre sit bedste for at overvinde dem. Auftragstaktik tilskynder ledere til at vise initiativ, fleksibilitet og improvisere, mens han leder. På den måde kan det virke overraskende for nogen. Auftrakstaktik giver lederne ret til ikke at følge ordrer og lave om på dem, så længe de holder sig indenfor deres overordnedes hensigter. 
Interessant er det, at der er tilfælde beskrevet, hvor man i kamp benyttede ordrer, der var kopier af ordrer, der var blevet udstedt i tidligere operationer eller ved træning. Det hævdes, at næsten det eneste, der blev ændret, var navne på steder og enheder. Det antyder, at lang erfaring med operationer havde givet de overordnede mulighed for at være ret abstrakte i deres ordrer uden at frygte for at blive misforstået. Det antyder også, at rækkefølgen af skridt i ret stor skala allerede var kendte for de involverede styrker, hvilket formentlig gjorde udførelsen bedre. 

## Informationsalderen
| Citat                                                                   | Paradokset ved krig i informationsalderen består i at styre voldsomme mængder af information og modstå fristelsen til at overkontrollere. Den komparative fordel forsvinder, hvis man forsøger at køre beslutninger op og ned gennem kommandokæden. Alle delinger og kampvognsbesætninger har et fuldt opdateret billede af, hvad der foregår omkring dem, fjendens placering, hans våben, og hvad de sigter mod. Når lederens hensigt er forstået, må beslutningerne tages på så lavt niveau som muligt for at give disse frontlinjesoldater mulighed for at udnytte de muligheder, der viser sig. | Citat |
| General Gordon Sullivan, citeret i 'Delivering Results' af David Ulrich | |       |

## Effektivitet
Analyser fra den amerikanske hær af det tyske felttog i Polen viste, at "den vægt tyskerne lagde på udvikling af lederskab og initiativ hos lederne gennem års forberedende træning gav bonus i felttoget i Polen. Med tiltro til, at disse principper var tilstrækkelig indprentet, følte alle ledere fra øverste til laveste niveau, at de havde frihed til at udføre deres opgaver eller klare ændringer i konkrete situationer med et minimum af indblanding fra overordnede". De så, at "initiativ, fleksibilitet og mobilitet" var de vigtigste sider af tysk taktik. 
Et nøgleaspekt ved opgave-taktik er fremskudt kontrol. For at forstå, hvad der sker ved fronten og for at være i stand til hurtigt at træffe beslutninger, må den operationelle leder kunne se resultaterne. Beslutningen om at afvige fra den oprindelige plan for at nå målet skal tages her for at overvinde "friktion" og fastholde momentum. Betydningen af at bruge personlig indflydelse blev anset for at være af kritisk betydning og kun mulig på grund af den backup, som generalstabsofficererne udøvede i formationernes bagland. Dette aspekt forklarer også den høje tabsrate blandt ledere selv i vellykkede operationer (5 % af alle døde). Guderian sikrede sig, at alle tyske kampvogne var udstyret med radio for at sikre sig, at hans ledelse var effektiv. 